# Осада Лонгви (1792)
Осада Лонгви (фр. Longwy), длившаяся с 20 по 24 августа 1792 года, стала первым военным успехом для австро-прусской армии, вторгшейся во Францию в начале войны Первой коалиции. После непродолжительной осады крепость Лонгви капитулировала.

## Перед осадой
В первых числах августа 1792 года началось наступление главной союзной армии против Франции. Армия в семьдесят пять тысяч человек герцога Брауншвейгского двигалась к рекам Маас и Мозель. Двадцать тысяч эмигрантов, в том числе шесть тысяч конницы, присоединились к этой внушительной массе войск. Герцог Брауншвейгский намеревался прорваться между Лонгви и Тионвилем во Францию, если возможно, вместе с корпусом фельдмаршала Клерфэ, приближавшимся из Намюра, отрезать французские войска маршала Люкнера, находившегося в лагере в Лонгвилле, недалеко от Меца, и окружить его.
Прусская армия, основными силами подошедшая к французской границе, расположились лагерем на постоянной позиции в Монфоре и оставались там до 18 августа, чтобы принять необходимые меры для обеспечения продовольствием. 16 августа в лагере союзников стало известно об отстранении от власти Людовика XVI. Король Пруссии Фридрих Вильгельм II, находившийся при армии, не видел другого выхода для спасения французской монархии, кроме как быстрого движения всей армии на Париж, но герцог Брауншвейгский, учитывая бесконечные трудности и опасности такого похода, предлагал только продвинуться до Мааса, взяв сначала крепости на Мозеле. В конце концов он уступил ради скорейшего объединения с корпусом Клерфэ.
18 августа прусская армия подошла к Эшу и выдвинула свои аванпосты между Крюном и Омецем, угрожая как Тионвилю, так и Лонгви. В тот же день генерал Клерфэ расположился лагерем в Месанси. Несмотря на эти движения пруссаков, направленные против Лонгви, командующий противостоявшей им французской армией маршал Люкнер остался на своих позициях в Ришмоне и Фонтуа. 
Для пруссаков теперь речь шла об осаде Лонгви на левом берегу Шьера, поэтому авангард Гогенлоэ двинулся 19-го на Крюн, а армия - на Тьерселе и, таким образом, пересекла французскую границу. Авангард разбил передовой отряд армии Люкнера у Фонтуа. Французы потеряли убитыми и ранеными более 200 человек, 80 пленными и 180 лошадей.
Лонгви на левом берегу Шьера был окружен 20-го числа, когда авангард выдвинулся к Виллер-ла-Монтань. Армия,  под руководством короля и герцога, последовала за ним в двух группах, первая, между Шеньером и Окуром, разбила лагерь с фронтом на юг и таким образом сформировала корпус наблюдения, в то время как вторая группа образовала фронт против крепости. Принц Баденский расположился с 5 батальонами и 5 эскадронами между Мекси и Ларимонтом. 

## Осада
Крепость Лонгви представляла собой шестиугольник, в котором было всего 5 равелинов; шестой равелин был заменен горнверком Св. Марка. Равелин со стороны Коломба, так же как и Пор де Франс со стороны реки, были прикрыты люнетами; траншеи были сухими, казематы превосходными. Все сооружения, построенные по первой манере Вобана, были укомплектованы семьюдесятью артиллерийскими орудиями, так же в крепости было достаточно боеприпасов и провизии. Что касается самих укреплений, стена почти не имела парапета, а контрэскарп в некоторых местах обрушился, так же как и все сооружения в целом находились не в лучшем состоянии.
Гарнизон под командованием полковника Лаверня состоял из 2596 человек, включая батальон Ангулемского полка численностью 800 человек, остальные были национальные гвардейцы.
21 августа, после того, как король Фридрих Вильгельм II, Клерфэ и прусский артиллерийский полковник Темпельхоф провели рекогносцировку этой крепости и её окрестностей, начались осадные работы. Коменданту предложили капитулировать, но получили отрицательный ответ. Второе предложение было столь же безуспешным.
Полковник Темпельхоф, которому было поручено руководить осадными работами и бомбардировкой, с наступлением темноты приказал установить перед Люксембургскими воротами две батареи, одну слева, с двумя десятифунтовыми гаубицами и четырьмя десятифунтовыми мортирами, другую справа, с четырьмя десятифунтовыми мортирами. Два австрийских батальона стали для защиты батарей, расстояние от которых до укреплений составляло всего 700 шагов. 
Обстрел с батарей начался в 11 часов вечера, но нанёс незначительный ущерб, так как темнота не позволила определить расстояние. Лишь несколько бомб и гранат взорвались в нескольких точках города и подожгли сенной склад. Ответный огонь из крепости продолжался до полуночи и прекратился, когда пошёл сильный дождь.
Темпельхоф объединил всю артиллерию в одну батарею, уменьшил пороховой заряд и снова начал огонь в 5 часов утра. К 8 часам утра на город было брошено 300 бомб. В результате город загорелся. 
Утром 22 августа представители городской власти явились к коменданту Лаверню с просьбой сжалиться над населением и капитулировать, но комендант отказался сделать это. В 3 часа того же дня делегация вновь явилась в ратушу и призвала коменданта прекратить сопротивление вследствие невозможности противостоять вероятному штурму. При этих обстоятельствах Лавернь созвал военный совет из старших офицеров гарнизона, которые единодушно выступили за капитуляцию.
Утром 23-го, когда велась подготовка к штурму крепости, коменданту была сделано третье предложение, на этот раз с успехом. Был подписан акт капитуляции, по условиям которого французский гарнизон получал свободный выход с оружием и обязательством не воевать против союзников в течение этой кампании. В 9 часов утра 24 августа гарнизон выступил из крепости, после чего австрийские войска вошли через северные, а прусские - через южные ворота в крепость. Все припасы, боеприпасы и артиллерия были переданы союзникам. Батальон Ангулемского полка ушёл в сторону Тионвиля, а два батальона национальных гвардейцев вернулась в свои дома. Позже комендант Лавернь был казнён по приговору революционного трибунала.

## Результаты
Прусский и австрийский батальоны сформировали гарнизон от имени короля Франции.
Слабое сопротивление французского гарнизона и нежелание жителей Лонгви жертвовать собой ради спасения страны утвердили союзников в мысли, что они могут беспрепятственно продолжить свое победное наступление в глубь Франции. Захватив Лонгви, союзники двинулись в атаку на Верден, который пал 2 сентября после столь же короткой осады.